# Villasandino (kommunhuvudort)
Villasandino är en kommunhuvudort i Spanien.   Den ligger i provinsen Provincia de Burgos och regionen Kastilien och Leon, i den norra delen av landet, 220 km norr om huvudstaden Madrid. Villasandino ligger 792 meter över havet och antalet invånare är 235.
Terrängen runt Villasandino är platt. Runt Villasandino är det glesbefolkat, med 11 invånare per kvadratkilometer. Närmaste större samhälle är Sasamón, 7,5 km nordost om Villasandino. Trakten runt Villasandino består till största delen av jordbruksmark.